# Sitges
Sitges település Spanyolországban, Barcelona tartományban. Lakosainak száma 32 405 fő (2024).
A város filmfesztiváljáról és karneváljáról ismert. A helyi művészeti élet Santiago Rusiñol festő Stigesben letelepedésével kezdődött, aki a katalán modernizmus egyik jeles képviselője volt. Az 1960-as években a Franco-korszak ellenkulturális hídfőállása volt a település és a "kicsi Ibiza" becenevet kapta a hely. Már ekkoriban is a melegek kedvelt üdülőhelye volt a település.
A város állandó lakosságának 35%-a külföldi. Főleg Hollandiából, Egyesült Királyságból , Franciaországból és Skandináviából származnak.
Gyarkan szoktak Sitgesre úgy hivatkozni mint "Spanyolország Saint-Tropezja"  az európai szinten is magas ingatlanárak miatt. A magas ingatlanárak a település tengerparti elhelyezkedésből, a Garraf Nemzeti Park és a Josep Tarradellas Barcelona-El Prat repülőtér közelségéből adódnak.

## Fekvése
Sitges Begues, Gavà, Castelldefels, Sant Pere de Ribes és Olivella községekkel határos.

## Története
Az első emberek az újkőkorszakban jelentek meg a környéken. Majd az ibériaiak és a rómaiak jelentek meg.
A középkorban felépült Sitges vára, amit a Barcelonai püspökség tulajdonolt, majd később Mir Geribert nemeshez került.
A 12. századbanm a Sitges-család uralma alá került a település, majd Agnes de Sitges eladta a tulajdonuk 1308-ban Bernat de Fonollar kasztíliai nemesnek, aki II. Jakab aragóniai királyhoz és udvarához volt hű. 1326-ban Fonollar második feleségének halála után a tulajdonrészt eladta a  Pia Almoina de Barcelona nevű egyházi szegényeket megsegítő rendnek, ami 1814-ig vezette a falut.
A 17. század környékén egyre több sitgesi lakos hozott lett telepes a Cádiz melletti öbölben, a jobb halászati feltételek miatt és azért is, hogy közelebb legyen az Amerikából érkező kereskedelem miatt. Ezen sitgesieknek köszönhetően jött létre, a mai Isla Cristina település.
Ekkoriban Sitgesben a szőlőtermesztés és a borászat volt a legfontosabb gazdasági tevékenység, különösképpen a malvázia szőlőfajta, amely a mai napig jellemző a településre. A környék mezőgazdaságára a búzatermesztés illetve a kiskertekben való gyümölcs és zöldségtermesztés is. Jellemző növény a lószőrpálma, ami egyben Garraf szimbóluma.
A 18. század végétől megindult a közvetlen tengeri kereskedelem Amerika felé.
1957-ben a városban kötötte meg a Sitgesi paktumot a Kolumbiai Liberális Párt és a Kolumbiai Konzervatív Párt. A paktum értelmében Kolumbiában sor került az 1886-as alkotmány felülvizsgálatát célzó népszavazásra .

## LMBTQ közösség
A település ma fontos LMBTQ úticélként van számontartva Spanyolországban és Európában.
Az elfogadó és toleráns légkörhöz hozzájárult, hogy a település már akkor 100 éve otthont adott a katalán modernista festőknek és egyfajta művésztelepként is funkcionált. Alapvetően bohém és szabados életszemlélet lett jellemző a településen   A másik fontos szempont, hogy a barcelonai burzsoázia a meleg fiaikat rendszerint Sitgesbe küldték, hogy kívül kerüljenek a Barcelona város gyanakvó tekintetétől, ennek következtében a barátaik is Sitgesbe tartottak.
Már az 1930-as és 1940-es években megnyíltak olyan bárok, ahová csak férfiak mentek. Hivatalosan nem meleg szórakozóhelyek, bárok voltak, de köztudott volt a településen, hogy ide a saját nemükhöz vonzódó férfiak járnak. Ennek ellenére nagyon óvatosnak kellett lenni, hiszen a településen a rendőrség ekkoriban rendszeresen razziát tartott az ilyen helyeken és erőszakot alkalmazva büntettek.
Sitges Spanyolország első olyan üdülőtelepülése volt, ahova tömegével érkeztek melegek. Az 1960-as években a Franco-korszak diktatúrája ellenére, a társadalomban paradigmaváltás zajlott le és fontos ellenkulturális központtá vált a települése. Ekkoriban még illegális volt a homoszexualitás.

## Látnivalók

### Nevezetességek
Sitges-Terramar, egy sziklás talajba vájt, évtizedek óta pusztuló autóversenypálya.

### Karnevál
A városban évszázadok óta tartanak karnevált, amit február és március között tartanak, az egyházi naptárnak megfelelően. A fesztivál a hagyományoknak megfelelően mindig torkos csütörtökön kezdődik, ami Carnestoltes, a katalán karneváli király érkezésének napja. A fesztivál vége hamvazószerdára esik, amikor a Szardínia temetésére kerül sor késő délután.
A karneválon jellemzőek a néptáncok és a xatonades étel. Jellemző még a jelmezes utcai felvonulások megtartása is.

## Testvértelepülések
- Andorra
- Monemvaszia
- Bagnères-de-Luchon

## Népesség
A település lakosságának változását az alábbi diagram mutatja:
| Lakosok száma | 1606 | 3270 | 7977 | 10 491 | 11 849 | 23 172 | 27 668 | 28 171 | 29 307 | 32 405 |
|               | 1717 | 1887 | 1936 | 1960   | 1986   | 2004   | 2009   | 2014   | 2019   | 2024   |